# Carlos Luis Barahona
Carlos Luis Barahona Jiménez (Cartago, 22 de agosto de 2002) es un futbolista costarricense que juega como lateral derecho en el Apollon Limassol de la Primera División de Chipre.

## Trayectoria

### C. S. Cartaginés
Debutó el 29 de octubre de 2020 contra el Guadalupe F. C., dándose su ingreso al minuto 56 por la derrota 1-0. El 3 de febrero de 2022, Barahona marcó su primera anotación contra el Sporting F. C. ocurrido al minuto 62 por la victoria 2-1.
El 8 de julio de 2022, consiguió su primer título nacional de manera dramática e histórica, debido a que el Cartaginés no conseguía un título nacional desde 81 años de sequía. El 21 de diciembre, se coronó nuevamente campeón por medio de la competición del Torneo de Copa de Costa Rica.

### Apollon Limassol
El 20 de junio de 2024, se oficializó su fichaje al Apollon Limassol en condición de préstamo y con opción a compra. El 31 de agosto, debutó contra el Anorthosis Famagusta, dándose su ingreso al minuto 75 por la victoria 1-2.

## Estadísticas

### Clubes
Actualizado al último partido jugado el 18 de mayo de 2025.
| Club                          | Div.          | Temporada     | Liga  | Liga  | Liga   | Copas nacionales | Copas nacionales | Copas nacionales | Copas internacionales | Copas internacionales | Copas internacionales | Total | Total | Total  |
| Club                          | Div.          | Temporada     | Part. | Goles | Asist. | Part.            | Goles            | Asist.           | Part.                 | Goles                 | Asist.                | Part. | Goles | Asist. |
| ----------------------------- | ------------- | ------------- | ----- | ----- | ------ | ---------------- | ---------------- | ---------------- | --------------------- | --------------------- | --------------------- | ----- | ----- | ------ |
| C. S. Cartaginés · Costa Rica |               |               |       |       |        |                  |                  |                  |                       |                       |                       |       |       |        |
| 1.ª                           | 2020-21       | 17            | 0     | 0     | —      | —                | —                | —                | —                     | —                     | 17                    | 0     | 0     |        |
| 1.ª                           | 2021-22       | 35            | 1     | 1     | —      | —                | —                | —                | —                     | —                     | 35                    | 1     | 1     |        |
| 1.ª                           | 2022-23       | 32            | 4     | 0     | 6      | 0                | 1                | 2                | 0                     | 0                     | 40                    | 4     | 1     |        |
| 1.ª                           | 2023-24       | 31            | 2     | 2     | 1      | 0                | 0                | 6                | 0                     | 0                     | 38                    | 2     | 2     |        |
| Total club                    | Total club    | 115           | 7     | 3     | 7      | 0                | 1                | 8                | 0                     | 0                     | 130                   | 7     | 4     |        |
| Apollon Limassol Chipre       |               |               |       |       |        |                  |                  |                  |                       |                       |                       |       |       |        |
| 1.ª                           | 2024-25       | 14            | 0     | 1     | 3      | 0                | 2                | —                | —                     | —                     | 17                    | 0     | 3     |        |
| Total club                    | Total club    | 14            | 0     | 1     | 3      | 0                | 2                | 0                | 0                     | 0                     | 17                    | 0     | 3     |        |
| Total carrera                 | Total carrera | Total carrera | 129   | 7     | 4      | 10               | 0                | 3                | 8                     | 0                     | 0                     | 147   | 7     | 7      |
| 1. 2. Fuente:Transfermarkt    |               |               |       |       |        |                  |                  |                  |                       |                       |                       |       |       |        |

## Palmarés

### Títulos nacionales
| Título                         | Club             | País       | Año  |
| ------------------------------ | ---------------- | ---------- | ---- |
| Primera División de Costa Rica | C. S. Cartaginés | Costa Rica | 2022 |
| Torneo de Copa de Costa Rica   | C. S. Cartaginés | Costa Rica | 2022 |